# Incursión del océano Índico
La Incursión del océano Índico (conocida en Japón como Operación C) fue ejecutada por una fuerza de 6 portaaviones, más escolta, de la Armada Imperial Japonesa en el Océano Índico entre el 31 de marzo y el 10 de abril de 1942, durante la Segunda Guerra Mundial.
El objetivo japonés de destruir a la fuerza naval británica en el Índico fue completado parcialmente, ya que la mayor parte de la flota enemiga escapó hacia el oeste. No obstante, los soldados británicos no recibirían apoyo naval durante la etapa inicial de la campaña de Birmania.

## Planes japoneses

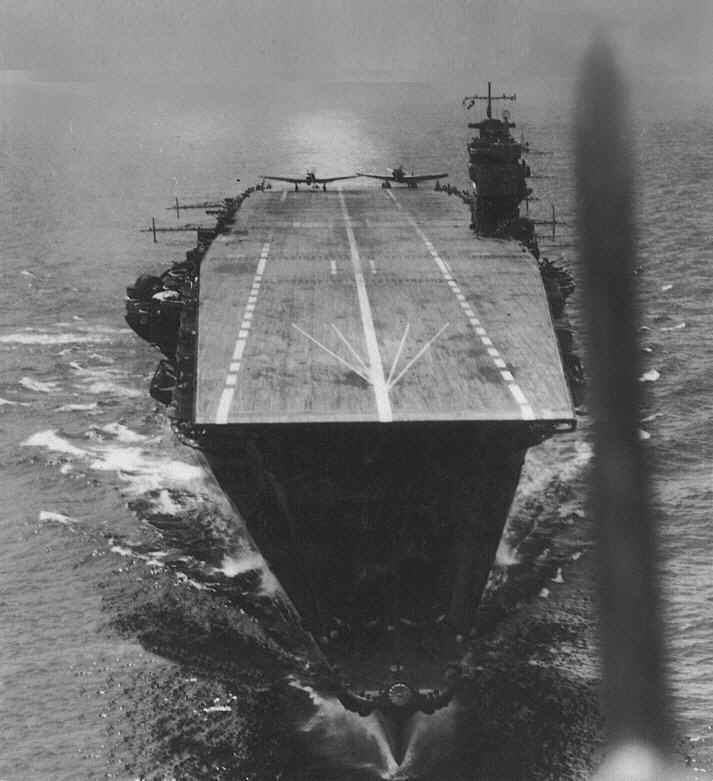
Portaaviones japonés Akagi

Después de la destrucción de la principal fuerza naval aliada en el Sudeste de Asia durante la batalla del Mar de Java, los japoneses decidieron iniciar una rápida incursión de portaaviones en el océano Índico, con el objetivo de destruir a la Flota Oriental (también conocida como la Flota de las Indias Orientales o Flota del Extremo Oriente), lo que dejaría a los defensores de Birmania sin apoyo naval y protegería el perímetro defensivo japonés desde Rangún hasta Singapur. Adicionalmente, se planificó un ataque contra los barcos mercantes británicos en la bahía de Bengala con el objetivo de interrumpir el comercio aliado y provocar el pánico en la India; de esta manera, los japoneses pensaban obligar a los británicos a desviar recursos desde Birmania ante la apariencia de que una invasión japonesa era probable.
El vicealmirante Chūichi Nagumo, al mando de la 1.ª Flota Aérea, fue enviado con la Kidō Butai para esta misión, compuesta por los portaaviones Akagi, Hiryū, Sōryū, Shōkaku, Zuikaku y el portaaviones ligero Ryūjō. Nagumo también contaba con los acorazados Haruna, Kirishima, Kongō e Hiei; los cruceros pesados Tone y Chikuma; el crucero ligero Abukuma; y los destructores Tanikaze, Urakaze, Isokaze, Hamakaze, Arare, Shiranuhi, Kasumi, Kagerō, Maikaze, Hagikaze y Akigumo. El 2 de marzo, el Kaga tuvo que abandonar la flota de Nagumo al presentar problemas técnicos. El 26 de marzo, la flota japonesa zarpó desde las islas Célebes, Indonesia hacia el Océano Índico.
Para los ataques contra los barcos mercantes e instalaciones militares cerca de Calcuta se destinó a otra flota, la 2.ª Flota Expedicionaria del Norte, o Fuerza Malaya, al mando del Vicealmirante Jisaburō Ozawa. Ozawa contaba con una fuerza principal que atacaría la costa de la India desde tres puntos diferentes; para esto contaba con cinco cruceros pesados, un crucero ligero, un portaaviones ligero (Ryūjō) y cuatro destructores. Adicionalmente contaba con un crucero ligero, un dragaminas y once destructores, que ejercieron tareas de suministro, escolta o detección de navíos enemigos.

## Planes británicos
El Almirantazgo británico era consciente de que el enemigo podría atacar en el Índico, acelerando el deterioro de su posición en Birmania. No obstante, la Armada británica no contaba con navíos adicionales para fortalecer la Flota Oriental. El 26 de marzo nombraron al almirante sir James Somerville comandante de la Flota Oriental; Sommerville fue informado de la salida de la flota japonesa gracias a la decodificación de los mensajes enemigos, y de que debía esperar un ataque sobre Colombo y Trincomalee. Por esta razón, Somerville retiró su flota a una base naval británica en el atolón de Addu, en las Maldivas, al oeste, con el objetivo de esperar allí la llegada de la flota enemiga, que debía ocurrir entre el 1 y el 2 de abril. Esta base no contaba con defensas antisubmarinas ni antiaéreas, pero tenía la ventaja de que su existencia era desconocida para el enemigo.
La Flota Oriental de Sommerville se encontraba dividida en dos fuerzas: la Fuerza A, compuesta por los portaaviones pesados HMS Indomitable y HMS Formidable; el acorazado HMS Warspite; los cruceros pesados HMS Dorsetshire y HMS Cornwall; los cruceros ligeros HMS Enterprise y HMS Emerald; y los destructores HMS Napier, HMS Nestor, HMS Paladin, HMS Panther, HMS Hotspur y HMS Foxhound. La fuerza B estaba compuesta por el portaaviones ligero HMS Hermes, los acorazados HMS Resolution, HMS Ramillies, HMS Royal Sovereign y HMS Revenge; los cruceros ligeros HMS Caledon, HMS Dragon, el neerlandés Hr. Ms. Jacob van Heemskerk; y los destructores HMS Griffin, HMS Norman, HMS Arrow, HMS Decoy, HMS Fortune, HMS Scout, el australiano HMAS Vampire y el neerlandés Hr. Ms. Isaac Sweers.
La Fuerza B estaba compuesta por navíos que presentaban limitaciones en las operaciones, ya sea por su antigüedad, diseño, falta de reparación o porque acababan de ser añadidos a la flota. Sommerville decidió emplearlos en tareas secundarias, como escoltar convoyes, al considerar que no estaban en condiciones de hacer frente a una flota de portaaviones.
El plan de Sommerville consistía en mantener a su flota alejada del rango de alcance de flota enemiga durante el día, para luego acercarse durante la noche, con el objetivo de poder atacar al amanecer si condiciones favorables se daban. Adicionalmente, Sommerville contaba con el apoyo terrestre de 22 Hurricanes, 14 Spitfires y 6 Fulmars en Colombo, así como varios bombarderos Blenheim en Trincomalee.

## Maniobras iniciales
El almirante Sommerville recibió información de que Nagumo atacaría el 1 de abril a Ceilán, por lo que retiró a su flota al sur de la isla y la mantuvo allí por tres días. Al anochecer del 2 de abril, la flota japonesa no había sido detectada y Sommerville pensó que Nagumo estaba esperando que llevara su flota a la bahía para atacar. Siete submarinos nipones habían sido avistados en los alrededores, y la llegada de estos navíos a la bahía mientras la flota de Sommerville repostaba hubiera sido desastrosa.
En realidad, Nagumo solamente estaba siguiendo un recorrido largo hacia Ceilán, pensando acercarse desde el sur a la isla. A las nueve de la noche del 2 de abril, Sommerville despachó al grueso de su flota al atolón de Addu, para que recogiesen suministros. Al amanecer del 3 de abril, decidió enviar al portaaviones HMS Hermes de vuelta a Trincomalee para continuar las reparaciones, suspendidas al conocerse la salida de la flota de portaaviones enemigos de Célebes. El Hermes avanzaba lentamente, y era escoltado por el destructor australiano HMAS Vampire. Este portaaviones estaba asignado a la batalla de Madagascar, por lo que Sommerville no quería posponer estos trabajos. Adicionalmente, los cruceros pesados Cornwall y Dorsetshire fueron enviados a Colombo, el primero para que participase en la defensa del puerto y el segundo para que escoltase un convoy.
Al anochecer del 4 de abril, un avión patrulla canadiense Consolidated PBY Catalina avistó a la flota japonesa a unos 580 km al sur de Ceilán, pero inmediatamente fue derribado por un Zero del Hiryū. No obstante, la tripulación del Catalina logró transmitir la posición de la flota antes de ser atacada. En ese momento, la flota británica acababa de llegar a Addu, a casi mil kilómetros de distancia, incapaz de llegar a tiempo a Colombo antes de que fuese atacada. El comandante en jefe de la base naval en Colombo, almirante sir Geoffrey Layton, ordenó de inmediato que todos los navíos abandonasen el puerto, y el Cornwall, Dorsetshire, Hermes y Vampire se dirigieron entonces al atolón de Addu.
A su llegada a la Bahía de Bengala, el Ryūjō atacó a varios buques mercantes, apoyado por seis cruceros. La flota, comandada por el vicealmirante Jisaburo Ozawa, hundió 23 barcos, y cinco más fueron hundidos por submarinos japoneses frente a las costas de la India.

## Incursiones sobre Ceilán

### Ataque sobre Colombo y hundimiento delCornwally elDorsetshire

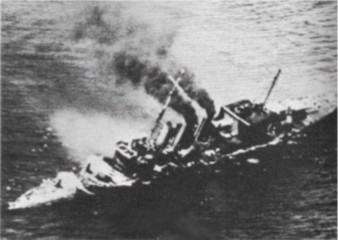
El HMS Cornwall arde y se hunde tras ser atacado.

El 5 de abril, 315 aviones japoneses despegaron de sus portaaviones rumbo a Colombo, dejando a 45 aparatos como reserva. El legendario comandante Mitsuo Fuchida, líder aéreo del ataque a Pearl Harbor, comandaba la fuerza atacante.
Tras alcanzar tierra, la flota aérea sobrevoló la costa de Ceilán durante media hora, siendo avistada por la población local y el radar. No obstante, nadie alertó a la base de la Real Fuerza Aérea británica en Ratmalana hasta veinte minutos antes del ataque. A las 8 de la mañana, los aviones japoneses llegaron a sus objetivos. Nagumo había sido enfático en el hecho de que debían atacar también las instalaciones navales y los depósitos de combustibles, objetivos que habían sido relegados en Pearl Harbor. Pronto les hicieron frente 28 cazas británicos. Simultáneamente los bombarderos nipones fueron atacados por catorce Hurricanes que habían despegado de un hipódromo convertido en pista de aterrizaje. Además, seis Swordfishs, armados con torpedos, se unieron a la batalla desde Trincomalee, pero fueron derribados.
Tres formaciones japonesas atacaron a Colombo: la primera se concentró en la bahía y sus alrededores; la segunda, volando bajo y usando sus ametralladoras, atacó a las instalaciones portuarias y aéreas; la última, volando a gran altitud, arrojó bombas sobre los navíos que se encontraban en la bahía. Las principales bajas en el mar fueron el crucero auxiliar HMS Hector y el viejo destructor HMS Tenedos; adicionalmente, la nodriza de submarinos Lucia y un carguero fueron dañados. En tierra, los astilleros fueron destruidos.
A las 8.35 de la mañana finalizó el ataque. Los británicos reportaron haber perdido 27 aviones: dos Catalinas, cuatro Fulmars, quince Hurricanes, y seis Swordfishs. Los registros japoneses indican la pérdida de siete aparatos en este ataque.
Luego del ataque, la flota japonesa se retiró hacia el sudeste. Los cruceros Cornwall y Dorsetshire encontraban en ese momento a unos 240 km al oeste de las fuerzas de Nagumo, y se dirigían a 27.5 nudos al encuentro de la Fuerza A de Sommerville. Sin embargo, después del mediodía, fueron avistados por un hidroavión japonés y Nagumo lanzó 88 aviones en su dirección. El Dorsetshire fue el primero en ser atacado, a las 13.38, hundiéndose diez minutos después. El Cornwall le siguió doce minutos más tarde.
Al anochecer, Sommerville recibió confirmación de la pérdida de los dos cruceros pesados, e inició la persecución de la flota japonesa. Lanzó aviones de búsqueda desde el Indomitable, con la idea de atacar a Nagumo al amanecer, pero los aviones no avistaron al enemigo. Al amanecer, la Fuerza B, que lo seguía rezagada, lo alcanzó. Mientras tanto, la flota japonesa había mantenido el curso hacia el Sudeste. Al amanecer del 6 de abril, cambió el curso hacia el Noroeste, hacia Trincomalee, su próximo objetivo.

### Ataque sobre Trincomalle y hundimiento delHermes

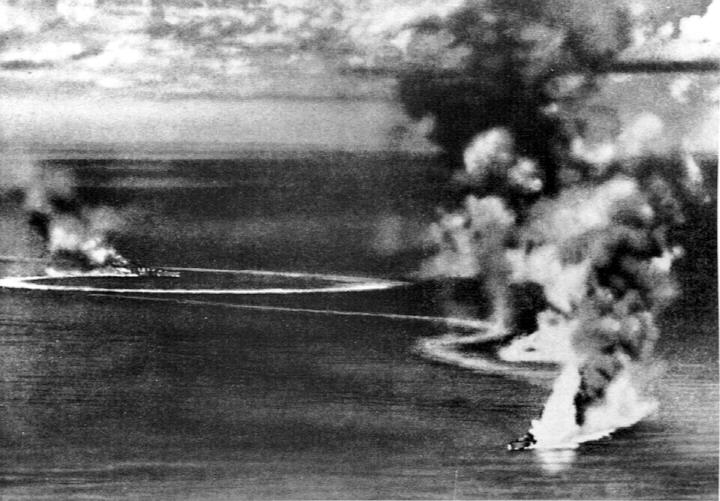
Los cruceros HMS Dorsetshire y HMS Cornwall son atacados por los japoneses el 5 de abril de 1942.

El Almirante Sommerville pronosticó de nuevo incorrectamente los movimientos de sus adversarios, ya que pensó que la flota japonesa se dirigiría ahora hacia el atolón de Addu, para atacar a la Fuerza A en su repliegue. De esta manera, cuando la flota nipona se encontraba en posición de ataque a Trincomalee, Sommerville se encontraba a 1600 km de distancia.
En la noche del 8 de abril, el portaaviones Hermes zarpó de Trincomalee para evitar el ataque japonés con dirección al sur, siguiendo un curso paralelo a la costa de Ceilán. Iba acompañado por el Vampire, el petrolero British Sergeant, la corbeta Hollyhock, y el barco almacén Athelstane. Para el amanecer del 9 de abril, ya había abandonado la bahía.
A las 6 de la mañana, hora local, del 9 de abril, 85 aviones japoneses atacaron a las instalaciones británicas en Trincomalee. Los británicos respondieron con 17 Hurricanes y 6 Fulmars, todos los aviones que tenían disponibles. Los japoneses solamente atacaron a las instalaciones aéreas y navales, ya que ya no había navíos en la bahía; además, derribaron a ocho Hurricanes y un Fulmar. Simultáneamente, los británicos enviaron nueve bombarderos Blenheim a atacar a la armada de Nagumo, que había sido avistada al amanecer. A las 10.25, los Blenheim localizaron a Nagumo, pero tuvieron que enfrentarse a cazas Zero, que derribaron a cinco aparatos británicos y dañaron gravemente al resto. Los atacantes sobrevivientes tuvieron que retirarse sin reportar haber causado daños al enemigo.
No obstante, al concluir el ataque, los barcos británicos regresaron a puerto, y fueron avistados por los japoneses a las 8:55. De inmediato se enviaron 70 bombarderos desde los portaaviones Sōryū, Hiryū y Akagi. El HMS Hermes no contaba con aviones sobre su cubierta, por lo que no podía defenderse adecuadamente contra los bombarderos enemigos que lo atacaron a las 10:35, frente a las costas de Batticaloa. En pocos minutos, el HMS Hermes recibió 40 impactos, y se hundió junto con 307 hombres. De la escolta, el HMAS Vampire y la corbeta HMS Hollyhock fueron hundidos, junto con dos cargueros. Luego, el barco hospital Vita fue al campo de batalla y recogió 590 sobrevivientes.
Durante los combates aéreos de ese día, los australianos perdieron al menos ocho Hurricanes y los británicos un Fairey Fulmar. Por su parte, los japoneses perdieron cinco bombarderos y 6 cazas, incluyendo uno que se lanzó en un ataque suicida contra las reservas de combustible británicas en Trincomalee.

### Resultados de la Fuerza expedicionaria del Norte
El 6 de abril de 1942, las fuerzas del Vicealmirante Jisaburō Ozawa atacaron en tan solo 24 horas los convoyes en navegación y hundieron 23 barcos mercantes aliados con un total de registro bruto de 93 247 t. Estas fuerzas actuaron frente a las costas comprendidas entre Yanam y Visakhapatnam.
Las fuerzas de Osawa se retiraron de la Bahía de Bengala y se reunió con las fuerzas de Nagumo el 9 de abril frente a las Islas Nicobar y se dirigieron al Estrecho de Sumatra finalizando la operación.

## Resultados
La pericia con la que el almirante Nagumo llevó la incursión en el océano Índico contrastó con el bajo rendimiento de la RAF. En efecto, la debilidad aérea en Ceilán fue latente y no pudo proteger a la flota británica, que aunque no fue destruida, tuvo que retirarse. A pesar de sus errores, el almirante Somerville logró evitar la destrucción de los portaaviones Indomitable y Formidable, ya que estos fueron enviados al Oeste antes del inicio de los ataques nipones.
En vista de que Ceilán y Malasia poseían la mayor cantidad de reservas de goma del Imperio Británico, los británicos temieron por la seguridad de la primera, ya que Malasia ya había sido ocupada por los japoneses. En efecto, la incursión japonesa en el Índico demostró la fragilidad del control británico en la región, pero el peligro fue exagerado, ya que los japoneses no contaban con las tropas ni los recursos para invadir la isla. De todas maneras, los británicos temieron por un tiempo la invasión nipona, pero no contaban tampoco con las fuerzas navales para evitarla.
Si alguna vez los japoneses pensaron invadir Ceilán, este plan se vino abajo después de la simbólica incursión Doolittle, y la mente del Alto Mando Japonés se centraría en el Pacífico, por lo que enviarían a sus portaaviones a esta zona. La Batalla de Midway acabaría con el precario balance de poderes en el Pacífico, a favor de los Estados Unidos.